# Bloomsbury
Bloomsbury es un barrio en el municipio londinense de Camden, en el centro de Londres, entre Euston Road y Holborn, desarrollado por la familia Russell en los siglos XVII y XVIII para convertirla en una zona residencial de moda. Destaca por su conjunto de plazas ajardinadas, conexiones literarias (ejemplificadas por el grupo de Bloomsbury), y numerosas instituciones educativas, culturales y sanitarias. Bloomsbury no fue la primera zona de Londres que adoptó una plaza formal, Bloomsbury Square se diseñó en 1660 por Thomas Wriothesley, pues Southampton Square fue la primera plaza de este tipo.
Bloomsbury es la sede de los departamentos centrales de la Universidad de Londres, incluyendo la Biblioteca de Senate House y la School of Advanced Study, así como varios de sus colegios, incluido el University College de Londres, el Institute of Education (IOE), Birkbeck, la Escuela de Higiene y Medicina Tropical de Londres y la Escuela de Estudios Orientales y Africanos. Entre las instituciones sanitarias del barrio están la British Medical Association, Great Ormond Street Hospital, el National Hospital for Neurology and Neurosurgery, University College Hospital y el Royal London Hospital for Integrated Medicine. El Museo Británico y la Real Academia de Arte Dramático se encuentran también en esta zona.

## Historia

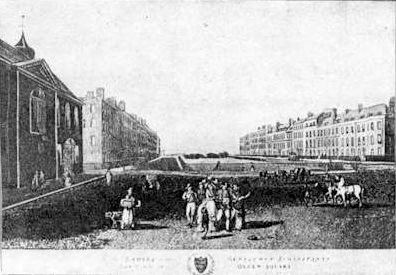
Queen Square, Bloomsbury en 1787. Los campos al norte llegaban hasta Hampstead.

La primera mención de aquello que se convertiría en Bloomsbury se remonta al Libro Domesday (1086), que afirma que la zona tenía viñedos y "bosques para 100 cerdos". Pero no es hasta 1201 que se usa por vez primera el término Bloomsbury, cuando William de Blemond, un propietario normando, adquirió la tierra. El nombre de Bloomsbury es un desarrollo de Blemondisberi: el bury, o señorío, de Blemond. Una publicación de 1878, Old and New London: Volume 4, menciona la idea de que la zona recibió su nombre de un pueblo llamado "Lomesbury" que anteriormente estuvo allí donde está hoy Bloomsbury Square, aunque esta etimología se rechaza hoy en día.
A finales del siglo XIV, Eduardo III adquirió el señorío de Blemond, y se lo pasó a los monjes cartujos de la Cartuja de Londres, quienes mantuvieron la zona principalmente rural.
En el siglo XVI con la disolución de los monasterios, Enrique VIII hizo volver la tierra a posesión de la Corona y se la entregó a Thomas Wriothesley, primer conde de Southampton.
A principios de la década de 1660, el conde de Southampton construyó lo que con el tiempo se convertiría en Bloomsbury Square. El pub The Yorkshire Grey en la esquina de Gray's Inn Road y Theobald's Road data de 1676. La zona fue planificada principalmente en el siglo XVIII, en gran medida por propietarios como Wriothesley Russell, tercer duque de Bedford, quien construyó Bloomsbury Market, que abrió en 1730. El mayor desarrollo de las plazas que vemos hoy en día empezó alrededor de 1800 cuando Francis Russell, quinto duque de Bedford, eliminó Bedford House y desarrolló la tierra al norte con Russell Square as como epicentro.
La zona da su nombre al grupo de Bloomsbury, siendo el más famoso de sus miembros Virginia Woolf, que se reunía en casas particulares de la zona a principios del siglo XX, y al grupo, menos conocido, llamado Bloomsbury Gang de Whigs formado en 1765 por John Russell, cuarto duque de Bedford. La editorial Faber & Faber solía estar en Queen Square, aunque en la época en que fue editor T. S. Eliot las oficinas estaban en Tavistock Square. La Hermandad Prerrafaelita se fundó en casaa de los padres de John Millais en Gower Street en 1848.

## Geografía

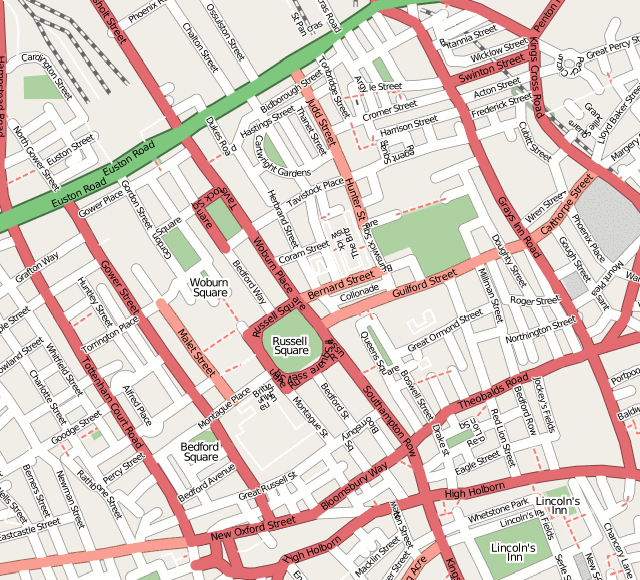
Un mapa del distrito de Bloomsbury (hacer clic para ampliar)

Bloomsbury no tiene unos límites oficiales, pero más o menos se define como un territorio cuadrado limitado por Tottenham Court Road al oeste, Euston Road al norte, Gray's Inn Road al este, y bien High Holborn o la vía pública formada por New Oxford Street, Bloomsbury Way y Theobalds Road al sur. Bloomsbury se funde gradualmente con Holborn al sur, con St Pancras y King's Cross al nordeste y con Clerkenwell al sudeste.
La zona se ve partida por la mitad en sentido norte-sur por la carretera principal Southampton Row/Woburn Place, que tiene varios grandes hoteles para turistas y enlaza Tavistock Square y Russell Square: los puntos centrales de Bloomsbury. La carretera va desde Euston y Somers Town en el norte de Holborn en el sur.

## Residentes destacados
- J. M. Barrie (1860-1937), dramaturgo y novelista, vivió en Guilford Street y en el 8 de Grenville Street cuando se trasladó por primera vez a Londres;[7] aquí es donde Barrie situó la casa de los Darling en Peter Pan.[8]
- Vanessa Bell (1879-1961), pintora, hermana de Virginia Woolf, vivió en el 46 de Gordon Square.
- Vera Brittain (1893-1970) y Winifred Holtby (1898-1935) vivieron en el 58 de Doughty Street.
- William Cavendish, tercer duque de Devonshire, (1698-1755), vivió en la Old Devonshire House en el 48 de Boswell Street.
- Charles Darwin (1809-1882), vivió en el 12 de Upper Gower Street en 1839.[9]
- Charles Dickens (1812-1870), novelista, vivió en el 14 de Great Russell Street, Tavistock Square y en el 48 Doughty Street.
- George du Maurier (1834-1896), artista y escritor, vivió en el 91 (anteriormente 46) de Great Russell Street.
- Ricky Gervais, comediante, vivió hasta hace poco en Southampton Row, Store Street y es propietario de uno de los penthouses en Bloomsbury Mansions en Russell Square, WC1.
- John Maynard Keynes, (1883-1946), economista, vivió durante 30 años en Gordon Square.
- Bob Marley (1945-1981), músico, vivió en el 34 de Ridgmount Gardens durante seis meses en 1972.
- Charlotte Mew (1869-1928), poetisa, nació en el 30 de Doughty Street y vivió allí hasta que toda la familia se trasladó al 9 de Gordon Street, en 1890.
- Dorothy L. Sayers (1893-1957), novelista, vivió en el 24 de Great James Street en el período 1921-1929. Su principal personaje femenino, Harriet Vane también vivió en Bloomsbury.
- Catherine Tate (n. 1968), actriz y comediante, creció en el Brunswick Centre, cerca de Russell Square.
- Virginia Woolf (1882-1941), autora, ensayista y escritora de diarios, residió en el 46 de Gordon Square.
- John Wyndham vivió en el Penn Club en Tavistock Square (1924-1938) y luego (excepto durante el servicio militar en 1943-1946) en la dirección actual del Club, 21-22 de Bedford Place, frente a Russell Square, hasta su matrimonio en 1963 con Grace Isabel Wilson, quien había dejado en la habitación de al lado en el club.
- William Butler Yeats (1865-1939), poeta, dramaturgo y escritor en prosa, vivió en Woburn Walk.

## Para saber más
- «Bloomsbury». London. Let's Go. 1998. p. 164+. OL 24256167M.